# Мрувве, Хусейн
Хусейн Мрувве (1910 — 18 февраля 1987) — арабский философ, журналист, литературный критик и политический деятель ливанского происхождения.
Основатель школы критики социалистического реализма в арабском мире. Его основной труд — «Материалистические тенденции в арабо-мусульманской философии» стал марксистским переосмыслением прочтения традиционных арабских текстов.

## Биография
Хусейн Мрувве родился в деревне Хаддата на юге Ливана в 1910 (или по другим версиям в 1908). В 1924 году был отправлен своим отцом в Ирак для изучения исламских наук в Университете Наджафа.
С конца 1920-х годов он начал заниматься литературным творчеством. В основном, писал критические эссе по истории и литературе, а также стихи.
В 1948 году прочитал «Коммунистический манифест» Хусейна Мохаммеда аш-Шабиби (одного из основателей иракской коммунистической партии), после чего заинтересовался марксизмом.
После возвращения в Ливан в 1949 году, на протяжении последующих семи лет был литературным критиком и колумнистом в бейрутской газете Аль-Хаят.
Позже изучал арабскую философию в Ливанском университете в Бейруте и получил почетную докторскую степень в Москве.
Помимо журналистики и литературного творчества, на протяжении всей своей жизни активно занимался научной деятельностью и политикой. Будучи ярым приверженцем идей марксизма, вступил в Ливанскую коммунистическую партию в 1951 году. В следующем году он стал членом политического объединения «Ансар ас-Салам» (Арабская коммунистическая партия за освобождение Палестины). В 1965 году он был избран в качестве члена Центрального комитета Ливанской коммунистической партии, а затем в качестве члена Политбюро. Однако его политическая активность вызывала неоднозначную реакцию в обществе.
Мрувве участвовал в создании Ливанского союза писателей в 1948 году. С 1966 по февраль 1987 года (то есть до своей смерти) был редактором культурологического журнала «ат-Тарик», также был членом редакционной коллегии журнала «ан-Нахдж» издавшийся Центром изучения социализма в арабских странах.
В 1980 году ему была присуждена ежегодная литературная премия «Лотос» ассоциации писателей стран Азии и Африки.
Хусейн Мрувве был убит в Бейруте в своем доме 18 февраля 1987 года шиитскими экстремистами, считавшими ученого отступником от шиизма, претендующего на монопольное владение истиной и исламом. Мрувве был особо опасен для шиитской вооруженной фанатичной группы, поскольку его труды раскрывали научную правду и обнажали сущность ислама, отличную от той, которой спекулировали религиозные деятели и политики.

## Основные идеи
Мрувве занимался написанием истории арабского мира и ислама на основе исторического материализма.
Выступал с критикой буржуазно-идеалистических направлений в арабском литературоведении. Был одним из писателей-публицистов, которые стали издавать ряд новых журналов, пропагандировавшие демократические идеи и знакомили читателей с марксистской эстетикой. Мрувве отстаивал право на существование демократической «тенденциозной литературы» в эпоху ожесточенной борьбы классов, доказывал, что «аполитичность» буржуазной литературы является фальшью, так как, проповедуя право писателя не вмешиваться в политику, влияние которой будто бы пагубно отражается на художественном творчестве, буржуазные литераторы на самом деле служат реакции, отвлекая массы от борьбы, сея среди них неверие в достижение лучшей жизни.
Мрувве писал: «Мы призываем, литераторов звать к радостям жизни, открывать в жизни красоту, истоки счастья и надежды… Поэтому мы призываем бороться с той чёрной литературой, которая сеет отчаяние и пессимизм, хочет, чтобы для людей закрылось окно надежды на завтрашний день, лучший, чем день сегодняшний. Мы призываем создать литературу… рисующую человека-творца, который понимает, что он делает. Только при этом условии человек действительно способен покорить природу для своего счастья и радостной жизни…». Воспитание нового человека, человека свободного труда и широких умственных горизонтов, такие демократические писатели как Мрувве не мыслят без широкой пропаганды в народе насущных проблем социальной жизни настоящего времени; они широко используют классическое литературное наследие арабов, которое нередко фальсифицировалось схоластическим литературоведением. Прогрессивные литературоведы стремятся выявить в памятниках классической литературы черты критического отношения к жизни того времени, элементы борьбы со злом и несправедливостью.
Мрувве считал, что «путешествие», как он выражался, из прошлого в настоящее и будущее будет носить естественный характер, если принятие арабами достижений западной цивилизации произойдет не через отказ от собственного прошлого, а именно на его основе, но не выдуманной традиционалистами, а реальной исторической, — на возрождении и развитии традиций мутазилитов и представителей восточного перипатетизма (или фальсафы). На пути развития этой культуры были преграды и препятствия, из-за которых её поступательное движение прекратилось. Но эти преграды преодолимы, о чём свидетельствует возрождение исламского (и арабского) мира, начавшееся в ХІХ столетии. Взаимный обмен между культурами естественен, они должны быть открыты друг другу, только благодаря этому происходит движение вперед: античность питала молодую исламскую цивилизацию, расцветшая исламская цивилизация внесла вклад в развитие средневековой культуры Европы. И этот взаимообмен продолжается. Проблемы, которые стоят перед исламским миром сегодня, есть наследие проблем, которые стояли перед ним, но в другой форме, и в прошлом. Поэтому надо обратиться к этому прошлому, изучать его, не выбрасывая из него и то, что принесла религия ислама, «которая является первоначалом и первоосновой этого наследия», «исходным пунктом возникновения разных вопросов и проблем, которые привлекали арабский ум». Даже арабская фальсафа после её отделения от калама оставалась связанной с этой «почвой», с религиозной мыслью. И внутри самого калама, напоминает Мрувве, шла борьба за толкование роли разума, его могущества в решении метафизических проблем, борьба за утверждение идеи свободы воли.
Всякое подобие материализма Мрувве считает прогрессивным. Он представляет науку ашаритского калама как идеалистическую, приверженную букве и выражающую тем самым господствующую идеологию, идеологию автократической феодальной системы. Эту идеологию Мрувве противопоставляет фальсафе, выражающей умственное настроение общественных слоев, которые противодействовали правящей центральной власти. В качестве такой силы Мрувве рассматривает, например, движение карматов как безусловно, по его мнению, революционное и прогрессивное.
С конца 1960-х гг. приверженец марксизма Х.Мрувве уже уверенно рассматривает ислам, вернее рационалистические, нетрадиционалистские течения внутри ислама, в качестве части наследия, которая играла в истории и может играть в настоящее время положительную роль. И все же историко-философские работы Мрувве вполне традиционны для диалектико-материалистической трактовки развития философской мысли как конфронтации материализма с идеализмом. Здесь встает постоянно возникающий в философских концепциях арабо-мусульманских стран вопрос о совместимости научного знания и веры, науки, философии и религии. Отвлечемся от тривиального довода, что религиозные убеждения не мешали великим ученым (как, кстати, и атеистически или агностически настроенным) делать научные открытия и создавать научные системы. Современный взгляд на знание, на возможности, а вернее ограниченность рационального, то есть строго научного познания предельных оснований бытия, делает вопрос о существовании или несуществовании божественного начала открытым. Решение его отдается на личный выбор человека, для которого становится важным одно: в какой мере и какие религиозные доктрины могут помешать развитию науки, а какие, наоборот, будут корректировать выводы и практические приложения науки, ограждать её от губительных для человечества последствий совершаемых ею открытий.

## Основные труды
- Литературные проблемы (1956) / قضايا أدبية
- Иракская революция (1958) / الثورة العراقية
- Критические исследования в свете реалистического подхода (1965) / دراسات نقدية في ضوء المنهج الواقعي
- Материалистические тенденции в арабо-мусульманской философии (в 2 частях) (1978) / النزاعات المادية في الفلسفة العربية والإسلاميّة
- Наше наследие как мы его знаем (1985) / تراثنا كيف نعرفه
- Шейх родился, ребёнок умер (автобиография) (1990) / ولدت شيخاً وأموت طفلاً (سيرة ذاتية)
- Исследования в области идеи и литературы (1993) / دراسات في الفكر والأدب